# António Ribeiro Chiado
António Ribeiro, conosciuto come O Chiado (Évora, 1520 – Lisbona, 1591), è stato un poeta portoghese.
Fu un poeta giocoso e satirico portoghese del secolo XVI, contemporaneo de Luís de Camões.
Era conosciuto come Chiado perché visse per molti anni in una via di Lisbona che così si chiamava, secondo un'altra interpretazione fu il suo soprannome a dare il nome all'odierno quartiere del Chiado.
La sua statua irridente è posta dal 1925 proprio nel cuore del Chiado.

## Fonti
Chiado, António Ribeiro su Treccani.it